# Beatmania III

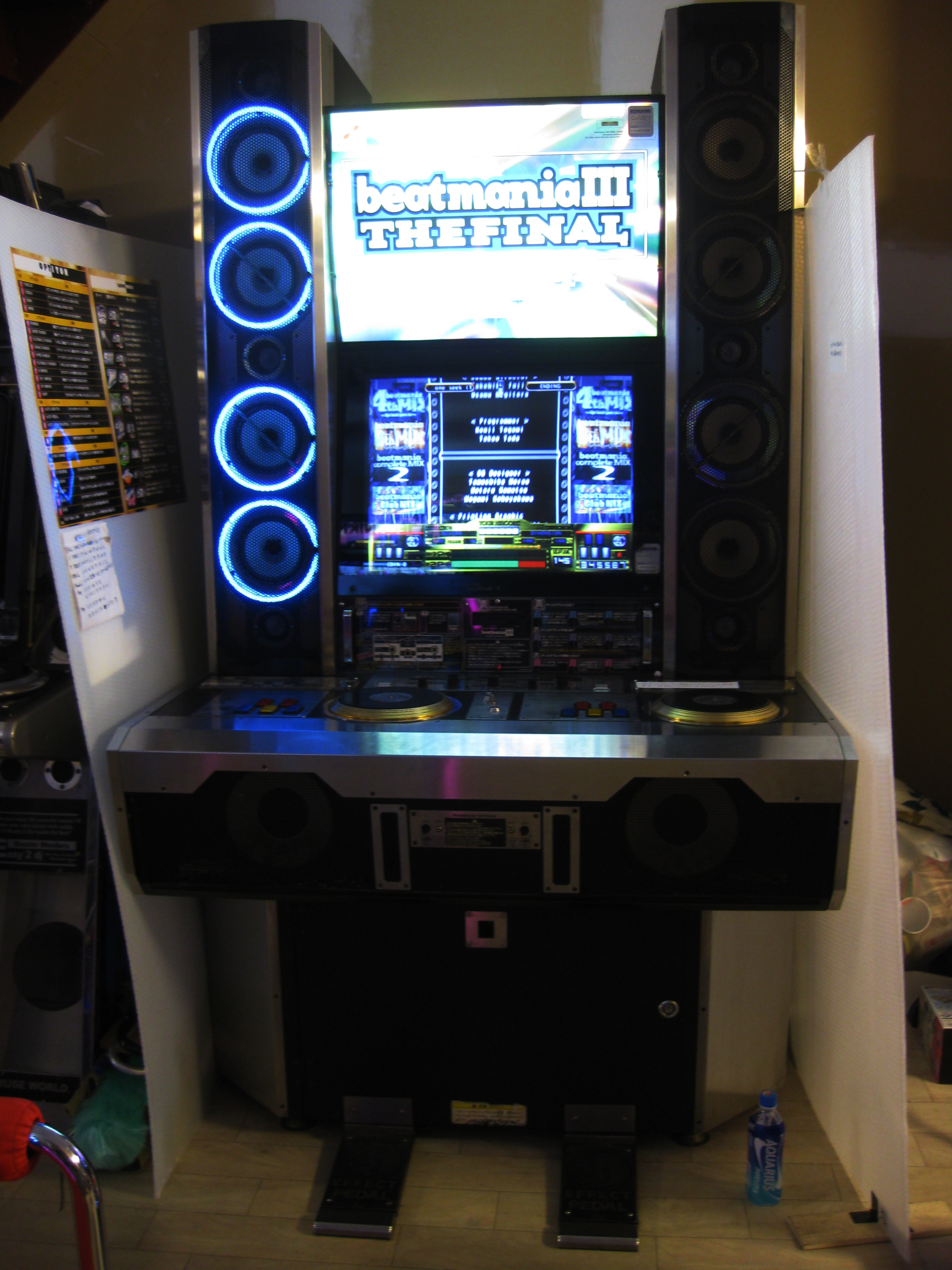
『beatmania III THE FINAL』筐体

『beatmania III』（ビートマニア スリー）とは2000年にコナミ（後のコナミデジタルエンタテインメント→コナミアミューズメント）が稼働したDJシミュレーションの音楽ゲームで、『beatmania』の第3バージョンである。

## 概要
タイトルこそ『III』を名乗っているが『beatmania』シリーズの直接的後継機に相当し、同シリーズの5ボタン+ターンテーブルという基本デバイスを踏襲している。さらにデバイスにフットペダルを追加し、兄弟作の『beatmania IIDX』シリーズ以上のエフェクト機能の充実などを図っている。(発売当時基準。現在はIIDXのエフェクトも更新されている。) また、『beatmania』シリーズに比べて音質も大幅に向上している。
初代バージョンは、『beatmania』シリーズの5thMIXまでのほぼすべての楽曲にオリジナル曲を加えて発売された。『beatmania CORE REMIX』の稼働以降は『beatmania』シリーズから若干遅れたペースで追随するように、『APPEND -』というタイトルで対応する新規楽曲を追加したバージョンを発売していった。そして2002年の『beatmania THE FINAL』稼働に合わせてこちらも『beatmania III THE FINAL』を発売し、『beatmania』シリーズとともに歴史に幕を下ろした。
『beatmania』シリーズと制作コンセプトがほぼ一致していることから、同シリーズと合わせて「5鍵」や「5鍵盤」と総称される。意図してシリーズを区別する場合は「BMIII」など。

## 開発から終幕までの歴史
『beatmania』シリーズの直接的後継機として開発がスタートした。そのことから、ゲームの目的やルールは同シリーズとほぼ同じである。
2003年に東京で行われた『beatmania THE FINAL』を用いたゲーム大会にゲストとして招かれた元開発スタッフは「『beatmaniaIII』はなぜ作られたのですか?」という質問を受け、「（『beatmania』は）古い機械なので、そろそろ寿命なのではないかという懸念から」と返答した（公的文書化はされていない）。
シリーズ2作目となるAPPEND CORE REMIXが当初は本シリーズのオリジナル企画として進められていたこと（後に『beatmania』シリーズを軸としたものにシフトされた）やCORE REMIX以降の公式サイトに掲載されている制作スタッフによるコメントから、他のBEMANIシリーズでは基板の更新によって行われているスペックアップを『beatmania』シリーズでは筐体も含めて一新して本シリーズに一本化することで行おうとしていたことがうかがい知れる（『beatmania』シリーズで使用されている基板は初代の発売時点でそれよりも5年前程度の能力しか持たないものが採用されたと言われる）。しかし諸事情により『beatmania』シリーズの存在がある意味で足かせとなるような格好で本シリーズの基板性能を十分に引き出すことができないまま、シリーズ完結を迎えることとなった。
本シリーズの位置づけは結果的には『beatmania』シリーズに収録された楽曲（ただし、ドリームズ・カム・トゥルーの楽曲を全面的に採用したfeaturing DREAMS COME TRUEは除く）のアーカイブ的なものとされ、楽曲の総入れ替えが激しかった『beatmania』シリーズとは違い筐体内記憶装置の大容量を活かし基本的に既存曲の削除は行われなかった（外部版権曲は除く）。
本シリーズは正式に販売が始まる前に発売中止となってしまった機種であり、市場に出回ったのは先行出荷販売分のみである。そのため、設置している店舗は『beatmania』シリーズに比べると極端に少ない。発売中止となった要因としては、以下のようにさまざまな憶測がなされている。
- 直接的後継機であるがために新しい魅力をオペレータに理解してもらえなかった
- あまりにも『beatmania』直系シリーズの新作発売ペースが速かった
  - 兄弟機だけを挙げても、初代バージョンの出荷時期周辺（2000年1 - 3月）には他に『beatmania complete MIX 2』『beatmania IIDX 3rd style』『beatmania ClubMIX』が発売されている

## ハードウェア
『beatmania』シリーズではDJMAINという基板が使用されたが、こちらはFirebeatという基板が使用されている。
不正コピー防止に認証用のドングルが採用されている。
基板には電池が搭載され、時計(RTC(リアルタイムクロック))が動いているが、この時計が止まるとゲームを起動できなくなるため、電池の残り容量に注意が必要である。
FDドライブとCD-ROMドライブはPC用のパーツと同じものであり、CD-ROMドライブをDVD-ROMなどの光学ドライブに交換することが可能である。

## 多彩なエフェクト機能
各プレイヤーの操作デバイスにエフェクト選択用の3つのノブがあり1つはエフェクトの種類を、残りの2つはそのパラメータを指定する。この組み合わせによって各プレイヤーのエフェクトが決まり、プレイ中もリアルタイムに変更可能である。このエフェクト機能は実際のDJの現場で実績があった市販のエフェクタ内蔵サンプラー（ズーム製のST-224）を筐体内に搭載する事で実現しており、リバーブのON/OFFしか選択できない『beatmania』と比べて遙かに高品質で豊富なエフェクトを使用することができる。なお搭載しているサンプラーはエフェクト機能を実現するためにのみ使用しており、サンプラーとしての機能は一切使用されていない。
使用できるエフェクト機能は19種類用意されている。公式サイトで詳しく解説されているので、公式サイトの記述も参照されたい。
基本的には足元のフットペダルをエフェクトのON/OFFに使用するが一部の曲についてはフットペダルの操作も含む譜面があり、その譜面をプレイする際は代わりにスタートボタンをエフェクトのON/OFFに用いる。なお、フットペダルの操作を含む譜面しか用意されていない曲は存在しない。
またエフェクト機能をより効果的に体感できるようにするため、BEMANIシリーズで初めてヘッドフォンジャックが筐体に標準搭載されている（本シリーズ以外にヘッドフォンジャックが標準搭載されている機種は存在しなかったが、2012年稼働SOUND VOLTEXに再び標準装備された）。

## フロッピーディスクドライブ搭載
筐体正面のディスプレイの下には3.5インチフロッピーディスクドライブがあり、ここにディスクをセットすることで筐体を超えてプレイヤーの過去の成績などを保存することができる。この成績はテキストファイルとしても保存され、パソコンでディスクの内容を読み出すことで閲覧することもできる。
成績はクリアした楽曲はメダルが表示され選曲画面の右上にスコアと使用したオプション、演奏画面にハイスコアが表示される。プレー終了後にはスコアの一覧が表示される。95000点以上（Aランクを獲得した楽曲はスコアのフレームが赤くなる。
またこの機能を使用した隠し要素として、いくつかの曲をクリアするか一定回数以上プレイすること（作品ごとに条件は異なる）で一定曲必ずプレイできる"sozai"モードが出現する。
本作のインターネットランキング（APPEND 7thMIXから廃止されている）は、指定の曲を指定の順番でtsunagiモードでプレイするという方式を取っている。その指定の曲や順番はメーカー直営サイトのランキングページから専用のデータファイルをダウンロードし、それをコピーしておいたディスクをセットしてプレイするとゲーム機にそのデータが取り込まれて従来の『beatmania』シリーズのEXPERTモードのようにコースとして選べるようになる。一度取り込まれたデータはゲーム機が記憶するので、ディスクがないプレイヤーでも使用可能。ランキング申請用のパスワードはディスク内に成績データと一緒に記録され、パソコン上でコピー&ペーストして送信するだけで申請が完了するという便利な使い方もある。
以上に挙げたプレイ履歴の保存、およびプレイ成績の累積による隠し要素解禁のアイデアとノウハウは後にe-AMUSEMENTに形を変えて音楽ゲームを始めとするコナミの多くのアーケードゲームに受け継がれることとなる。なおe-AMUSEMENTではフロッピーディスクよりも携帯に便利な磁気カードが採用され、さらに現在では非接触型のICカード（e-AMUSEMENT PASS）に変更されている。

## その他独自の要素
初代IIIのオリジナル曲のみ、譜面分岐の要素が取り入れられている。特定の分岐点までのスコアによって、分岐点以降の譜面が難しいパターンや簡単なパターンに変化するというもの。現在では太鼓の達人のスタンダードな要素となっているが、コナミの音楽ゲームには取り入れられていない。
選曲画面で曲にカーソルを合わせると他の音楽ゲームではボタン音を含んだ楽曲の一部（プレビュー）が流れるが、IIIシリーズについてはボタン音を一切含めないBGMが流れる。曲によって終始ベースのみ鳴る場合があり、これも他の機種が採用していない要素である。

## ゲームモード
シリーズ全作品において、以下のような構成となっている。
kobako（basic）
難易度を落とした譜面によるモード。『beatmania』における各種低難度モードに相当。
shikomi（hard）
標準のプレイモード。序盤ステージでは高難度曲は出現しない。
tsunagi（expert）
所定のコース、または任意のプリセット4曲を1本のグルーヴゲージでプレイするモード（ただし、低難度モード用の譜面は選べない）。『beatmania』のEXPERTモードとルールが類似しており、このモードを使用したインターネットランキングを開催したシリーズ作品もある。
sozai（free）
フロッピーディスクを使い一定条件を満たすことで出現する、ステージ数保証モード。すべての曲を選択可能（ただし、低難度モード用の譜面は選べない）。
『beatmania』では6thMIXで行われた低難度モードと標準モードの統合は、本シリーズでは最終作に至っても行われることはなかった。
なお『beatmania』では1人プレイの場合、CENTER PLAYを除いて基本的に左側（1P側）でしかプレイすることができなかったが『III』では右側（2P側）で1人プレイをすることも可能になっている。

## プレイオプション
本作でも兄弟作の『beatmania』シリーズ同様に、各種プレイオプションが使用できる。基本的には『beatmania』同様のオプションが用意されているので、そちらの記述も参照されたい。
ここでは、本シリーズ独自の要素について記述する。
HI-SPEED
基本的に『beatmania』同様の3段階であるが、倍率が異なり1.3倍、2倍、4倍である。
なおTHE FINALでは倍率指定型になっていて、9段階まで増えている（最高は16倍速）。
FAST-PLAY
一部楽曲へのみの適用となるがシーケンスの落下速度のみに影響を与えるHI-SPEEDとは違い、こちらは楽曲自体の速度も変化する。倍率は1.25倍、1.6倍、2倍、0.8倍（0.8倍はスロープレイと呼んで、特に区別することもある。ちなみに、APPEND CORE REMIXでは選択できない）。0.8倍とした場合、プレイ成績はフロッピーディスクに記録されない。
FRAME
本シリーズでは曲ごとにプレイ時のフレームが決まっている。ただし、これは任意でプレイヤーが変更可能。『beatmania』で7thMIXから採用されたセパレートモードはこのモードで「SEPARATE」と表記されたフレームを選択することで使用できる（SEPARATEフレームはAPPEND 6thMIXより搭載）。また、ダブルプレイでセンター表示にするのもここで選ぶ。
FOOT PLAY
5鍵盤のうち1レーンをフットパネル操作に割り当てることが出来るオプション。当然であるがFOOT Verの譜面では使用できない。
TRANS-LUCENT
OFFにすると、レーンの過透処理がなくなり、オブジェが見えやすくなる。初代では選ぶことができない。APPEND CORE REMIXでは隠しコマンドで選択できる。

## 作品リスト
初代バージョンを除き、本シリーズ独自の楽曲は新規追加されていない（『beatmania』楽曲のロングバージョンは除く）。特に指定がない場合、ここでいう「新曲」とは『beatmania』シリーズのもののことを指す。
beatmania III（2000年3月8日稼動開始）
音質の大幅な向上、エフェクタ搭載による音を楽しむ機能の充実、当時としては画期的だったフロッピーディスクによるプレイ履歴の保存などシステムだけではなくハード的な新要素も多数盛り込んだ意欲作。本シリーズ独自の新曲以外にも『beatmania』の5thMIXまでのほぼすべての楽曲を収録し、アーカイバとしての側面も初作から備えていた。
『beatmania』も含めた5鍵盤シリーズで、隣り合った白鍵と黒鍵の同時押しを正規譜面でさせるという禁（セパレートモードが存在しなかった時期のため、オブジェが重なって譜面が見づらくなった）を最初に破った作品としても知られている。ちなみにこの作品から、汎用ムービーと専用ムービーで分けられている。
beatmania III APPEND CORE REMIX（2000年12月21日稼動開始）
CORE REMIXの新曲、ClubMIXの新曲（外部版権曲を除く）、complete MIX 2の新曲と新規追加アナザー譜面（complete MIX 2のアナザー譜面は別個のカテゴリとして収録された）、また『beatmania IIDX 3rd style』より3曲を追加したバージョン。
CORE REMIXの企画・開発はもともと本シリーズのためのものとして進められていたが諸般の事情により『beatmania』シリーズが主、本シリーズが従となるような形になった。この傾向は、結局最終作であるTHE FINALまで続くこととなる。
システム面では、complete MIX 2で採用された「1P CENTER-PLAY」モードがこのバージョンで初搭載された。
beatmania III APPEND 6thMIX（2001年7月11日稼動開始）
6thMIXの新曲を追加したバージョン。本シリーズの基板性能を活かして、本作から一部の曲についてロングバージョン（曲の長さは約2分間前後）も併せて収録されるようになった。また、明記されなくとも『beatmania』版と比べて若干尺が長くなっている曲もいくつかある。
この作品以降、『beatmania』シリーズと制作チームが完全に統合され1機種の予算で2機種の開発を行わなければならない事態となり制作期間に至っては1ヶ月程度しか確保できないという状況が最終作まで続いた。
beatmania III APPEND 7thMIX（2002年1月26日稼動開始）
7thMIXの新曲を追加したバージョン。本作からエンディング曲が可変になり、プレイ時の選曲傾向により決定されるようになる（7thMIX独自のものに加えて、過去に『beatmania』シリーズおよび初代バージョンで使用されたものがエンディング曲に再採用された）。
beatmania III THE FINAL（2002年8月26日稼動開始）
THE FINALの新曲を追加したバージョンで、シリーズ最終作。過去最大の収録曲数を実現した「beatmania THE FINAL」と併せ、これまでのシリーズの歴史を精一杯詰め込んだ最終バージョン。beatmania III→beatmania III THE FINALに入荷している店鋪も多かった。
beatmaniaに登場した支配人も登場する。
稼働数の少ない機種だが、まだ現存している店舗がいくつかあるという。